# Бломкамп, Нил
Нил Бло́мкамп (англ. Neill Blomkamp; род. 17 сентября 1979, Йоханнесбург, ЮАР) — южноафриканский и канадский кинорежиссёр и 3D-аниматор. Бломкамп снимает в основном фантастические боевики, часто содержащие подтекст с критикой социального неравенства в фантастической форме. За фильм «Район № 9» был номинирован на премию «Оскар» в категории «Лучший адаптированный сценарий».

## Карьера
Нил Бломкамп родился в Йоханнесбурге. В юности увлекался компьютерной анимацией.
В 16 лет начинает работать художником-аниматором в компании Шарлто Копли Deadtime. К концу девяностых переехал в Канаду. Там он окончил ванкуверскую школу компьютерной графики и спецэффектов. Нил дружит с Майклом Бэем.

### Фантастическая трилогия

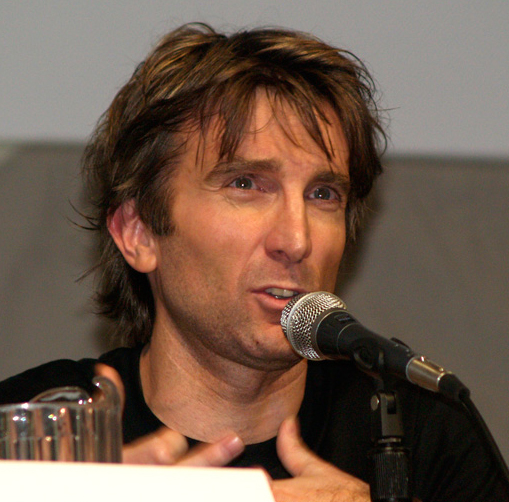
Актёр Шарлто Копли снялся во всех трёх фильмах «трилогии о мрачном будущем» Бломкампа, в двух из них сыграл главную роль

В 2006 году Бломкамп снял фантастическую короткометражку  «Выжить в Йобурге» — об инопланетных пришельцах, живущих в Йоханнесбурге. Этот фильм привлёк внимание Питера Джексона, который в тот момент продюсировал фильм, основанный на игре Halo: Combat Evolved, и он предложил Блокампу место режиссёра Нилу Бломкампу после ухода из проекта Гильермо Дель Торо. Нил проделал большую подготовительную работу, но несмотря на это производство фильма было приостановлено. Джексон в качестве компенсации предложил Бломкампу 30 млн на съёмки собственного проекта.
Бломкамп решил снять полнометражное продолжение «Выжить в Йобурге». Фильм «Район № 9» рассказывает про поселившихся в ЮАР инопланетян, которые на Земле оказываются в положении нелегальных мигрантов, их презирают люди и жёстко ограничивают власти. Главный герой в исполнении Шарлто Копли — чиновник, в задачи которого входит контроль численности пришельцев. Однажды он заражается инопланетными генами и постепенно сам начинает мутировать в инопланетянина. Фильм пользовался успехом у критиков и в прокате и принёс Бломкампу широкую популярность, в том числе номинацию на «Оскар» за сценарий, написанный им в соавторстве со своей женой Терри Татчелл.
Существовал проект продолжения «Района №9», но оно так и не было снято. Тем не менее, он стал первым в неформальной трилогии фантастических фильмов Бломкампа о недалёком и мрачном будущем. Эти фильмы не связаны сюжетно, но они сняты в единой квазиреалистической стилистике и содержат социальный подтекст. Во всех трёх снялся друг Бломкампа, актёр Шарлто Копли, многие другие члены съёмочной группы тоже принимали участие во всей трилогии.
Следующей картиной Бломкампа стал фантастический киберпанк-боевик «Элизиум» с Мэттом Деймоном в главной роли; Шарлто Копли на сей раз сыграл одного из злодеев. Мир фильма был вдохновлён впечатлениями Бломкампа от поездки по Мексике, где его ужаснули нищета и социальное неравенство. По сюжету, в будущем элита человечества переселяется на роскошную станцию «Элизиум», а большинство населения Земли оказывается в нищете и лишено доступа к медицинской помощи. По сравнению с «Районом №9» это был более крупнобюджетный проект со студийным контролем и гораздо меньшей творческой свободой. Фильм окупился в прокате и заслужил сдержанно положительные оценки. Однако сам Бломкамп остался недоволен тем, что ему пришлось закончить фильм хэппи-эндом, из-за которого многие посчитали социальный комментарий «Элизиума» беззубым.
Третий фильм в неформальной фантастической трилогии о мрачном будущем, «Чаппи», Бломкамп снова снял о родной ЮАР. Шарлто Копли снова сыграл главную роль, на сей раз при помощи технологий захвата движения. Фильм рассказывает о роботе Чаппи, который обрёл самосознание на уровне ребёнка и попал в руки уличных бандитов (в исполнении рэпперов из группы Die Antwoord), которых считает своими родителями. «Чаппи» вышел приблизительно «в ноль» в прокате. Критики обычно считают его неудачей Бломкампа: фильм называли чрезмерно сентиментальным и нелогичным. После этого Нил длительное время не снимал большого кино и сосредоточился на продюсировании и короткометражных фильмах.

### Неснятые проекты
В начале 2015 года стало известно, что Нил станет режиссёром фильма «Чужой 5» (из серии фильмов про «Чужого»). Действие картины будет происходить в период между картинами «Чужие» и «Чужой 3». В картине снимутся Сигурни Уивер и Майкл Бин, а продюсером выступит Ридли Скотт. Поначалу режиссёр отказывался от этого фильма, но в январе 2015 года на своей странице в Instagram Бломкамп выложил концепт-арт нового фильма, в котором была показана Эллен Рипли в костюме «Космического жокея». Позже режиссёр намекнул, что, возможно, снимет даже не одного «Чужого», а несколько фильмов.
1 мая 2017 года Ридли Скотт подтвердил, что фильм Бломкампа был официально отменён, и заявил, что его название было бы «Чужой: Пробуждение», и что он позаимствует данное название для третьего приквела, события которого будут идти между «Прометеем» и «Чужим: Заветом». Поклонники франшизы начали создавать и подписывать петиции, чтобы помочь спасти фильм Бломкампа, но у них ничего не вышло.
В июле 2018 года было подтверждено, что Нил будет режиссёром нового фильма про Робокопа. 15 августа 2019 года Бломкамп объявил, что больше не руководит съёмками, поскольку вместо этого сосредоточился на создании триллера «Archon» (первоначально назывался «Инферно»).
В марте 2015 года появилась информация о том, что Бломкамп вместе с Саймоном Кинбергом выступит продюсером фантастического фильма «Левиафан», который снимет режиссёр Руари Робинсон.

### Независимые короткометражные фильмы
В 2017 году на собственной киностудии «Oats Studios» Нил выпустил ряд короткометражных фильмов: «Ракка», «Firebase», «God: Serengeti», «Zygote», «Kapture: Fluke».
Короткометражный мини интернет-сериал стартовал с демо-ролика производства демо-команды разработчиков Unity с целью демонстрации возможностей современных игровых движков. Рендеринг происходит в реальном времени на движке Unity. Создание последующих эпизодов было передано Oats Studios, режиссёрское кресло занял Нил, вся работа продолжается на движке Unity и также в реальном времени. В процессе создания используются профессиональные методы компьютерной графики для современного кинематографа, такие как захват движения. При этом обработка всей информации происходит в реальном времени на компьютерном игровом движке, в отличие от профессиональных систем, таких как autodesk maya, где весь фильм рендерится покадрово в течение нескольких месяцев. Впоследствии идеи, заложенные в этот сериал могут послужить основой для полноценного фильма, если это заинтересует какую-либо студию.

### Возвращение в большое кино
В 2020 году в разгар пандемии ковида Бломкамп снял свой первый за долгие годы полнометражный фильм — независимый хоррор «Демоник», созданный за 1,5 миллиона и с малоизвестными актёрами. Этот фильм, сильно отличающийся от предыдущих работ Нила, рассказывает об экзорцистах, которые борются с демонами при помощи технологий. Критики разгромили фильм и он получил самые отрицательные оценки в карьере Бломкампа.
Сразу после этого Нил занялся фильмом по серии видеоигр Gran Turismo, основанным на реальных событиях. Фильм вышел в 2023 году, получив противоречивые отзывы и выйдя «в ноль» в прокате.

## Фильмография

### Полнометражные фильмы
| Год  | Русское название          | Оригинальное название |
| ---- | ------------------------- | --------------------- |
| 2009 | Район № 9                 | District 9            |
| 2013 | Элизиум — рай не на Земле | Elysium               |
| 2015 | Робот по имени Чаппи      | Chappie               |
| 2021 | Демоник                   | Demonic               |
| 2023 | Гран Туризмо              | Gran Turismo          |
| TBA  | Звёздный десант           | Starship Troopers     |

### Короткометражные фильмы
- 2004 — «Тетра Ваал» / Tetra vaal
- 2005 — «Выжить в Йобурге»
- 2006 — «Yellow»
- 2006 — «Темпбот»
- 2008 — «Пересечение фронта»
- 2017 — Oats: Volume 1 — Rakka
- 2017 — Oats: Volume 1 — Firebase
- 2017 — Oats: Volume 1 — God: Serengeti
- 2017 — Oats: Volume 1 — Zygote
- 2017 — Oats: Volume 1 — Kapture: Fluke
- Мини-сериал Adam
  - 2017 — Oats: Volume 1 — Adam Episode 2: The Mirrior[17]
  - 2017 — Oats: Volume 1 — Adam Episode 3: The Prophet[18]
- 2017 — «Гданьск»
- 2019 — «Anthem: Conviction»

## Oats Studios
Oats Studios — независимая киностудия, созданная в 2017 году режиссёром Нилом Бломкампом. Студия была создана с целью распространения экспериментальных короткометражных фильмов через YouTube и Steam, чтобы оценить общественный интерес и получить отзывы о том, какие из них наиболее перспективны для расширения в полнометражные художественные фильмы.

### Короткометражные фильмы
| Название                             | Сюжет | Дата выхода                     |
| ------------------------------------ | --- | ------------------------------- |
| Rakka                                | Землю захватила раса рептилоидных инопланетян, поработивших человечество. Обладая технологическим и ментальным превосходством, рептилоиды превратили людей в инкубаторы для собственного потомства. Немногочисленные подпольщики ведут партизанскую борьбу, защищаясь от телепатического воздействия пришельцев специальными приборами, однако силы неравны. Единственным шансом на победу становится юноша Амир, который владеет даром предвидения, а также странных ангелов, выступающих на стороне человечества | 14 июня 2017                    |
| Готовим с Биллом (Cooking witn Bill) | Серия из трёх роликов, в которых пародируются популярные кулинарные шоу. Ведущий Билл демонстрирует новую технику, однако всякий раз наносит себе увечья. | Серия стартовала 20 июня 2017   |
| Опорный пункт (Firebase)             | Завязка истории о том, как в джунглях Вьетнама в 1970 году должны будут сойтись в противостоянии Речной Бог — вьетнамский фермер, которого личная трагедия превратила в могущественную демоническую сущность и невероятно удачливый сержант Хайнс. | 28 июня 2017                    |
| Бог (God)                            | Бог и его дворецкий наблюдают за жизнью людей, которая выглядит как большой письменный стол в их комнате. | Серия стартовала 6 июля 2017    |
| Зигота (Zygote)                      | Будущее, за Полярным кругом идёт добыча ценных полезных ископаемых из падающих на Землю астероидов. Внутри одного из них оказывается заперт инопланетный разум, который гипнотизирует вспышками света одного из шахтёров. Тот создаёт по инструкциям из астероида биологический раствор, способный создавать живые существа из частей чужих тел, и убивает всех 98 шахтёров, создавая из них огромного монстра. Двое выживших — охранник и шахтёр — пытаются сбежать от монстра и найти защищённое место. | 12 июля 2017                    |
| Kapture: Гарпун (Kapture: Fluke)     | Двое учёных компании Kapture тестируют новый образец оружия — устройство, которое может выстреливаться из обычного дробовика и, попадая в человека, подчинять себе его нейронную деятельность. Тест проводится на заключённом, которым сначала управляют с помощью джойстика, а потом взрывают во «вражеском» бункере. | 3 августа 2017                  |
| АДАМ (ADAM)                          | Серия из двух роликов о роботах-андроидах, внутри которых заключён разум людей преступников, изъятый из них. В первой части группа андроидов, включая годного из них по имени Адам, бредут через горящую пустыню и добираются до убежища, где обитают другие подобные им. Там телепат Зеркало кратко открывает им их прошлое и те преступления, за которые они были некогда осуждены Консорциумом. Адам оказывается бывшим политическим диссидентом. Во второй части андроид Джейкоб погибает от рук своей сестры Мэриан, которая убивает его ради возможности получить помощь от некоего пророка, способного исцелять болезни. | Серия стартовала 3 октября 2017 |
| Плохой президент (Bad president)     | Трейлер фильма о Уильяме Колтрэйне, уроженце Аризоны, ставшем президентом. Свои обязанности он выполняет, попутно оттягиваясь на вечеринках | 26 октября 2017                 |
| Претория (Praetoria)                 | Как сказано в описании видео, «огромная галактическая история». | 3 ноября 2017                   |
| LIMA                                 | Трейлер фильма о транснациональных корпорациях, секретных правительственных программ и проваленных научных экспериментах. | 14 ноября 2017                  |
| Гданьск (Gdansk)                     | Созданный на компьютерном движке Unity видеоролик показывает, как гигантский рыцарь-крестоносец с гербом Тевтонского ордена расправляется с польскими крестьянами. | 21 ноября 2017                  |

### Информация о фильмах

#### Rakka
Как рассказал сам Бломкамп в интервью The Verge, на создание сюжета фильма его вдохновила идея показать реальность существования оккупированной страны под иностранным контролем, по аналогии с Францией во время Второй Мировой войны или Ирака, оккупированного американцами. Сами инопланетяне расы Клум представляют собой жидкую форму жизни, которая может формировать любые желаемые формы. В то же время над Клум существует ещё одна высокоразвитая раса, перемещающаяся по периферии Солнечной системы и пребывающая в квантовом состоянии. Клум почитают их как богов, так как сами они не вполне разумны и выступают как посланцы и исполнители этой высшей воли.

#### Firebase
После выхода короткометражной версии будущего фильма, Oats Studios начала краудфандинговую кампанию по сбору средств на создание полнометражной версии, однако потерпела неудачу и спустя неделю пообещала вернуть все деньги обратно спонсорам, так как сумму получалась недостаточной для создания полноценного фильма.

#### ADAM
Первая и вторая части серии об андроиде Адаме, в котором заключён разум бывшего преступника, созданы на компьютерном движке Unity. Примечательно, что первый ролик об Адаме был создан в июне 2016 года студией Unity для демонстрации возможностей графики своего продукта. Сценарий для первой части видео об Адаме создал кинорежиссёр Веселин Ефремов, а Нил Бломкамп взял для последующих частей уже готовый образ.

#### Zygote
Сценарий был написан Бломкампом в соавторстве с его другом и творческим партнёром, писателем Томасом Светерлитчем, и Терри Тэтчел, женой Бломкампа, которая уже выполняла роль соавтора при создании фильма «Район № 9».

### Сотрудники
Состав студии в октябре 2017 года насчитывал около 30 человек, которые занимались всем необходимым — от создания костюмов до разработки компьютерной графики. Их труд Бломкамп оплачивал из собственных средств.